# Ixodes amersoni
Ixodes amersoni ist eine in nur wenigen adulten weiblichen Exemplaren von den pazifischen Phoenixinseln Rawaki und Enderbury sowie den neuseeländischen Kermadecinseln bekannte Art aus der Gattung Ixodes innerhalb der Familie der Schildzecken (Ixodidae).
Ixodes amersoni ist ein blutsaugender Ektoparasit an Seevögeln.

## Merkmale

### Adulte weibliche Zecken
Das zum Zeitpunkt der Erstbeschreibung einzige bekannte Exemplar von Ixodes amersoni war eine annähernd gesättigte weibliche Zecke. Sie hat ohne Gnathosoma eine Länge von 6,66 Millimetern und eine Breite von 4,92 Millimetern, das Gnathosoma ist etwa einen Millimeter lang, bei einer Breite an der Basis von 0,55 Millimeter. Das Scutum ist 1,47 Millimeter lang und 0,88 Millimeter breit und hinten keulenförmig verbreitert. Es ist auf den vorderen zwei Dritteln schwach behaart, das hintere Drittel ist unbehaart, glänzend und deutlich dunkler.
Die Coxen I bis IV weisen jeweils einen äußeren Dorn auf, wobei die Dorne am ersten Coxenpaar kräftiger ausgebildet sind. Am ersten und zweiten Coxenpaar befinden sich auch innen sehr kurze Dorne. Die Schenkelringe aller Beinpaare weisen ventral einen kurzen dreieckigen Dorn auf, die Dorne des vierten Coxenpaares sind am kürzesten.
Die Genitalöffnung befindet sich ventral zwischen den Coxenpaaren II und III. Die Analgrube ist oval und nach hinten geöffnet, in ihrem Bereich befinden sich drei Paare von Setae.
Ixodes amersoni ähnelt in seiner Morphologie der Art Ixodes laysanensis von Seevögeln der zu Hawaii gehörenden Insel Laysan. Wichtige Unterschiede sind das spitz zulaufende Hypostom, das bei Ixodes laysanensis breit abgerundet ist, und das deutlich längere und abweichend geformte Scutum. Von der ebenfalls ähnlichen Art Ixodes murreleti unterscheidet sich Ixodes amersoni durch die Form des Scutums, des Gnathosomas und der Palpi.

### Adulte Männchen, Nymphen, Larven
Die männlichen adulten Zecken, die Nymphen und die Larven sind noch unbekannt. Angaben in der Literatur, nach denen die Nymphe beschrieben worden ist, sind wahrscheinlich auf eine Verwechslung mit Ixodes laysanensis zurückzuführen.

## Verbreitung und Lebensraum
Der Typenfundort von Ixodes amersoni ist die zu Kiribati gehörende Phoenixinsel Rawaki.
Als Verbreitungsgebiet gelten die Inseln Mikronesiens. Ein Nachweis liegt neben dem Typenfundort von der ebenfalls zu den Phoenixinseln gehörenden Insel Enderbury vor. Die Angabe, Hawaii gehöre zum Verbreitungsgebiet von Ixodes amersoni, ist falsch.
2012 wurde berichtet, dass auf den zu den New Zealand Offshore Islands gehörenden Kermadecinseln zwei weibliche Exemplare gefunden worden sind.

## Lebensweise
Wie alle Arten der Gattung Ixodes ist auch Ixodes amersoni ein hämatophager Parasit von Wirbeltieren. Der Typuswirt ist die Feenseeschwalbe (Gygis alba). Ein weiterer bekannt gewordener Wirt von den Phoenixinseln ist der Rotfußtölpel (Sula sula).
Von neuseeländischen Inseln wurde 2012 je ein Fund einer adulten weiblichen Zecke von einem Weißkopf-Sturmvogel (Pterodroma lessonii) und einer Graunoddi (Procelsterna albivitta) gemeldet, der Fund auf der Graunoddi wurde jedoch später als Irrtum widerrufen.
In der jüngeren Literatur wurden als Wirte von Ixodes amersoni auch der Schwarzfußalbatros (Phoebastria nigripes), der Bindenfregattvogel (Fregata minor), und die Noddi (Anous stolidus) angegeben. Diese Angaben beruhen jedoch auf einer fehlerhaften Auswertung früherer Literatur und beziehen sich tatsächlich auf Ixodes laysanensis.

## Systematik

### Innere und äußere Systematik
Ixodes amersoni gehört mit etwa 250 weiteren Arten zur weltweit verbreiteten Gattung Ixodes in der Familie der Schildzecken (Ixodidae). Es sind keine Unterarten beschrieben worden.

### Erstbeschreibung
Die Erstbeschreibung von Ixodes amersoni erfolgte 1966 durch Glen M. Kohls in der Fachzeitschrift Journal of Medical Entomology. Grundlage der Beschreibung war eine einzelne annähernd gesättigte weibliche Zecke, die ein Mitarbeiter des Pacific Ocean Biological Survey Program im Mai 1965 an einer Feenseeschwalbe vorgefunden hatte, und die von A. Binion Amerson zur Bestimmung an Kohls geschickt worden war.
Der Holotypus befindet sich in der United States National Tick Collection in Statesboro, Georgia.
Der Artname amersoni ehrt den US-amerikanischen Arachnologen und Parasitologen A. Binion Amerson.

### Synonyme
- Ixodes (Multidentatus) amersoni Kohls, 1966: 1973 wurde die Gattung Ixodes von einer Gruppe US-amerikanischer Acarologen um Carleton M. Clifford untersucht, die dabei die Untergattung Multidentatus mit der Typusart Ixodes laysanensis beschrieben. Ixodes amersoni wurde mit zehn weiteren Arten ebenfalls dieser Untergattung zugeordnet.[10]
- Scaphixodes (Multidentatus) amersoni (Kohls, 1966): 1998 teilte eine Gruppe französischer Acarologen um Jean-Louis Camicas die Gattung Ixodes in zahlreiche neue Gattungen und Untergattungen auf.[2]

Die Neuordnungen durch Clifford et al. und Camicas et al. wurden von der Gemeinschaft der Acarologen nicht akzeptiert.